# Katihar
Katihar é uma cidade situada na parte oriental do estado de Bihar, na Índia, sendo a sede regional do distrito de Katihar e uma das maiores cidades de Bihar, com uma população de 226.211 pessoas em 2011. Está situado a leste do rio Saura, um dos afluentes do rio Ganges, cerca de 25 km ao norte da confluência dos dois rios.

## Economia
Sua economia é predominantemente agrícola sendo o arroz, trigo, jowar(sorgo de grão), milho e oleaginosas os principais alimentos cultivados na cidade. Katihar também é um importante entroncamento rodoviário e ferroviário com que atua no comercio agrícola.